# 光 (THE BOOMの曲)
「光」（ひかり）は、日本の音楽グループであるTHE BOOM非売品シングル。

## 解説
2004年5月5日、大阪城ホールで行われたライブ「デビュー15周年記念ライブ"ありがとう"」入場者のみ配布（5月8日、日本武道館公演では「24時間の旅」が配布）。このため公式シングルとしてカウントされない。11枚目のアルバム『百景』に収録。曲のほとんどがアコースティック・ギターで演奏されている。

## 収録曲
1. 光
作詞・作曲：宮沢和史